# 봉은사역

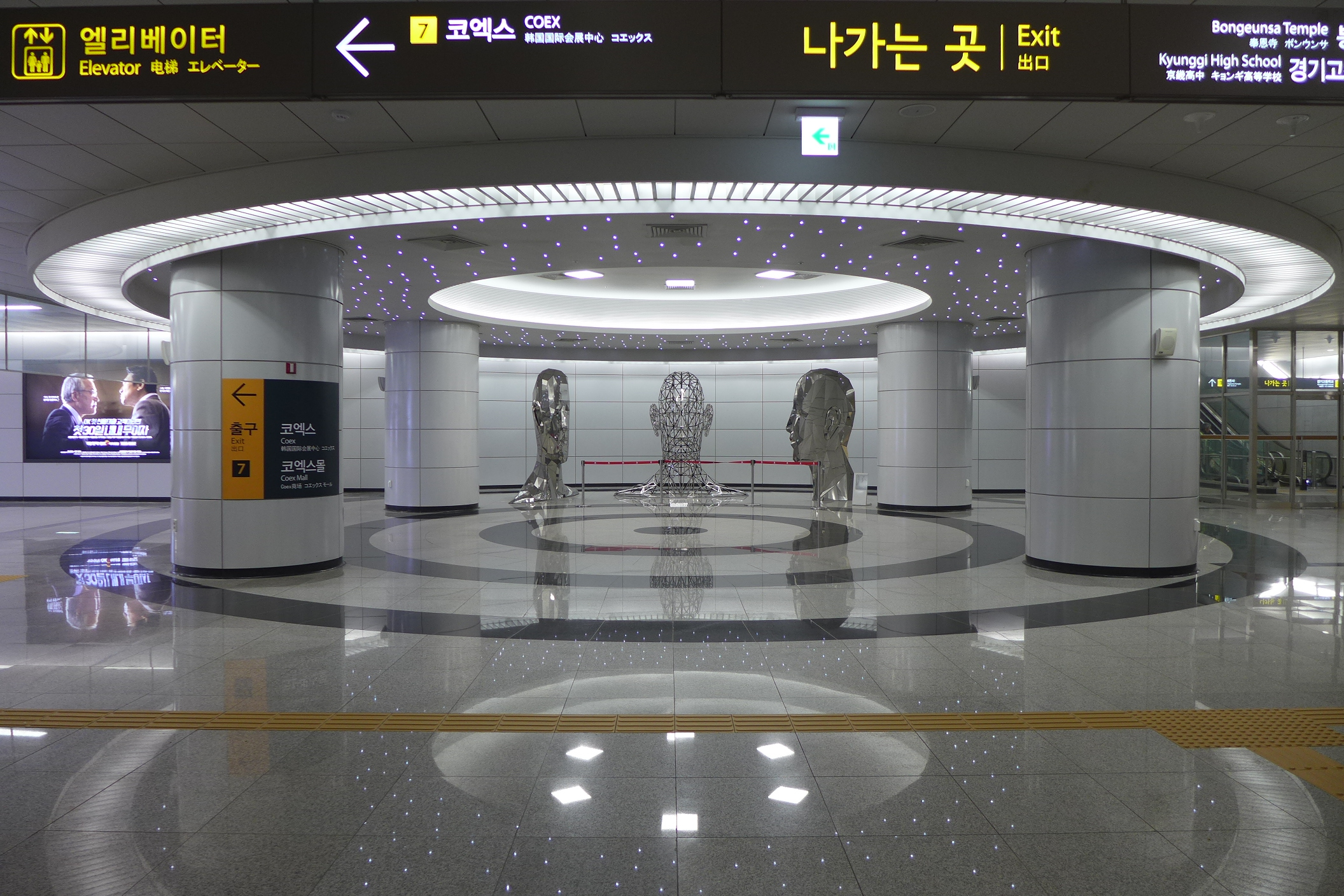
대합실

봉은사역(奉恩寺驛, Bongeunsa station)은 서울특별시 강남구 삼성동에 위치한 서울 지하철 9호선의 전철역이다. 급행 열차가 정차하며, 봉은교 하저터널로 종합운동장역과 연결된다.

## 역사
- 2014년 12월 18일 : 봉은사역으로 역명 결정[1]
- 2015년 3월 28일 : 서울 지하철 9호선 2단계 개통과 함께 영업 개시
- 2018년 11월 28일 : 서울메트로9호선운영 재위탁 운영에서 서울교통공사 직영으로 전환

## 역 구조
2면 2선의 상대식 승강장을 갖추고 있는 지하역이며, 스크린도어가 설치되어 있다. 출구는 7개다.

### 승강장
| 삼성중앙 ↑   |
| \| 하        |
| ↓ 종합운동장 |

| 하행 | ● 서울 지하철 9호선 | 일반·급행 선정릉 · 신논현 · 노량진 · 김포공항 · 개화 방면    |
| 상행 | ● 서울 지하철 9호선 | 일반·급행 종합운동장 · 석촌 · 올림픽공원 · 중앙보훈병원 방면 |

## 역 주변
- 봉은사
- 스타필드 코엑스몰[2]
  - 영풍문고 코엑스몰점
  - 메가박스 코엑스
  - 시코르 스타필드 코엑스점
- 봉은공원
- 한국종합무역센터
- 삼성1동 행정복지센터
- 현대글로비스
- 지니뮤직
- 영동대로복합환승센터 (예정)[3]
- 경기고등학교
- ● 서울 지하철 2호선 삼성역 방면
- ● 서울 지하철 7호선 청담역 방면

## 역명 논란
봉은사역의 명칭 제정과 관련하여 대한민국 개신교계와 불교계, 서울특별시 사이에 논란이 있었다. 2014년 12월 서울특별시는 코엑스역 또는 봉은사역 등의 가칭으로 불리던 서울 지하철 9호선 2차 개통구간 929번 전철역의 명칭을, 코엑스역과 봉은사역 두 가지 명칭에 대한 강남구청의 주민 선호도 조사와 서울시 지명위원회의 심의를 거쳐 봉은사역으로 결정, 역명을 고시하였는데 이를 놓고 개신교계가 반발한 것이다. 개신교계는 특정 종교 시설인 사찰의 이름 대신 인지도가 높은 코엑스역이라고 해야 한다고 주장하면서, 박원순 서울특별시장이 취임 전 봉은사 미래위원장을 역임했다는 사실을 근거로 친불교 성향의 박 시장이 역명 제정에 개입한 것이 아니냐고 공격했고, 이에 불교계는 "코엑스는 30년도 안되었지만 봉은사는 1,200년이 넘은 문화유산"이라며 대한민국 전역에 사찰 이름을 딴 역명이 많은데 왜 봉은사만 문제삼느냐고 항변하였다. 급기야 역명 논란은 개신교계의 봉은사 친일 주장과 불교계의 반박 및 개신교 신사참배 지적 등 친일 논란으로 번졌고, 이에 대해 서울특별시는 서울 지하철 2호선 삼성역에 이미 코엑스의 정식 명칭인 '무역센터'가 병기되어 있고 역명은 봉은사의 역사성을 고려해 지명위원회가 결정한 사안으로 바꿀 수 없다는 입장을 고수하였다. 이에 개신교 보수진영 연합체인 한국교회연합 등은 봉은사역의 역명이 종교 편향적이라며 박원순 시장을 상대로 법원에 봉은사 역명 사용 중지 가처분 신청을 냈으나 법원은 "서울시장은 행정청에 해당하므로 민사소송법 상의 당사자 및 소송능력이 인정되지 않으며, 따라서 당사자능력이 없는 자를 상대로 제기한 이 사건 신청은 부적법하다"며 이를 각하하였다. 그러나 개신교 언론인 국민일보는 법원의 행정소송 각하 이후인 2016년에도 봉은사역의 역명 결정이 정교유착 및 여론조작에 의한 결과라며 코엑스역으로 역명 변경을 계속 주장하고 있다.

## 이용객 변동
2015년 자료는 개통일인 2015년 3월 28일부터 12월 31일까지인 279일치만이 반영된 것이다.
| 노선  | 노선 | 일평균 인원수 (명/일) | 일평균 인원수 (명/일) | 일평균 인원수 (명/일) | 일평균 인원수 (명/일) | 일평균 인원수 (명/일) | 일평균 인원수 (명/일) | 일평균 인원수 (명/일) | 각주   |
| 노선  | 노선 | 2009년                | 2010년                | 2011년                | 2012년                | 2013년                | 2014년                | 2015년                | 각주   |
| ----- | ---- | --------------------- | --------------------- | --------------------- | --------------------- | --------------------- | --------------------- | --------------------- | ------ |
| 9호선 | 승차 | 미개통                | 미개통                | 미개통                | 미개통                | 미개통                | 미개통                | 8,734                 | [ 18 ] |
| 9호선 | 하차 | 미개통                | 미개통                | 미개통                | 미개통                | 미개통                | 미개통                | 8,464                 | [ 18 ] |

## 사진

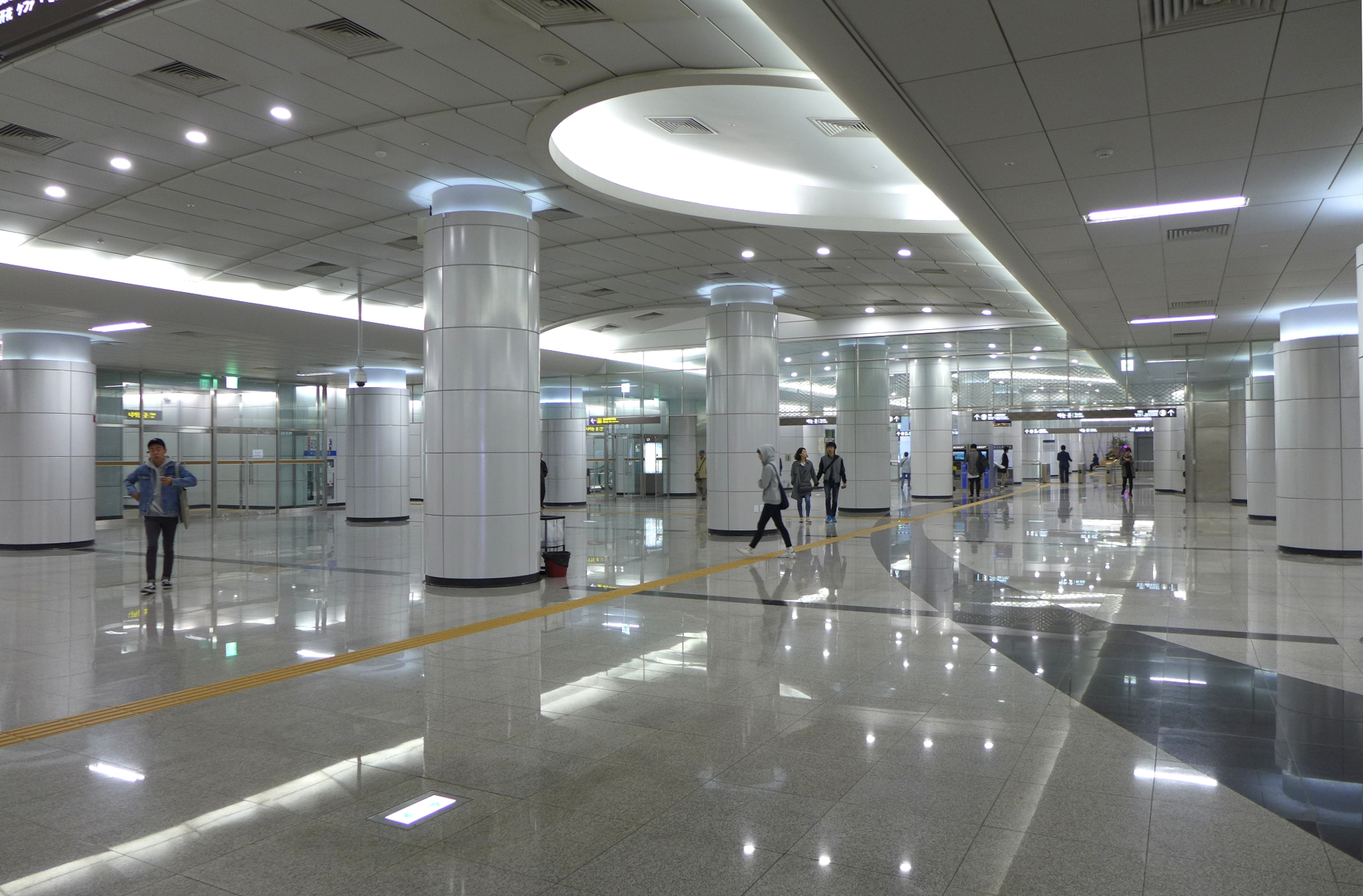
개찰구
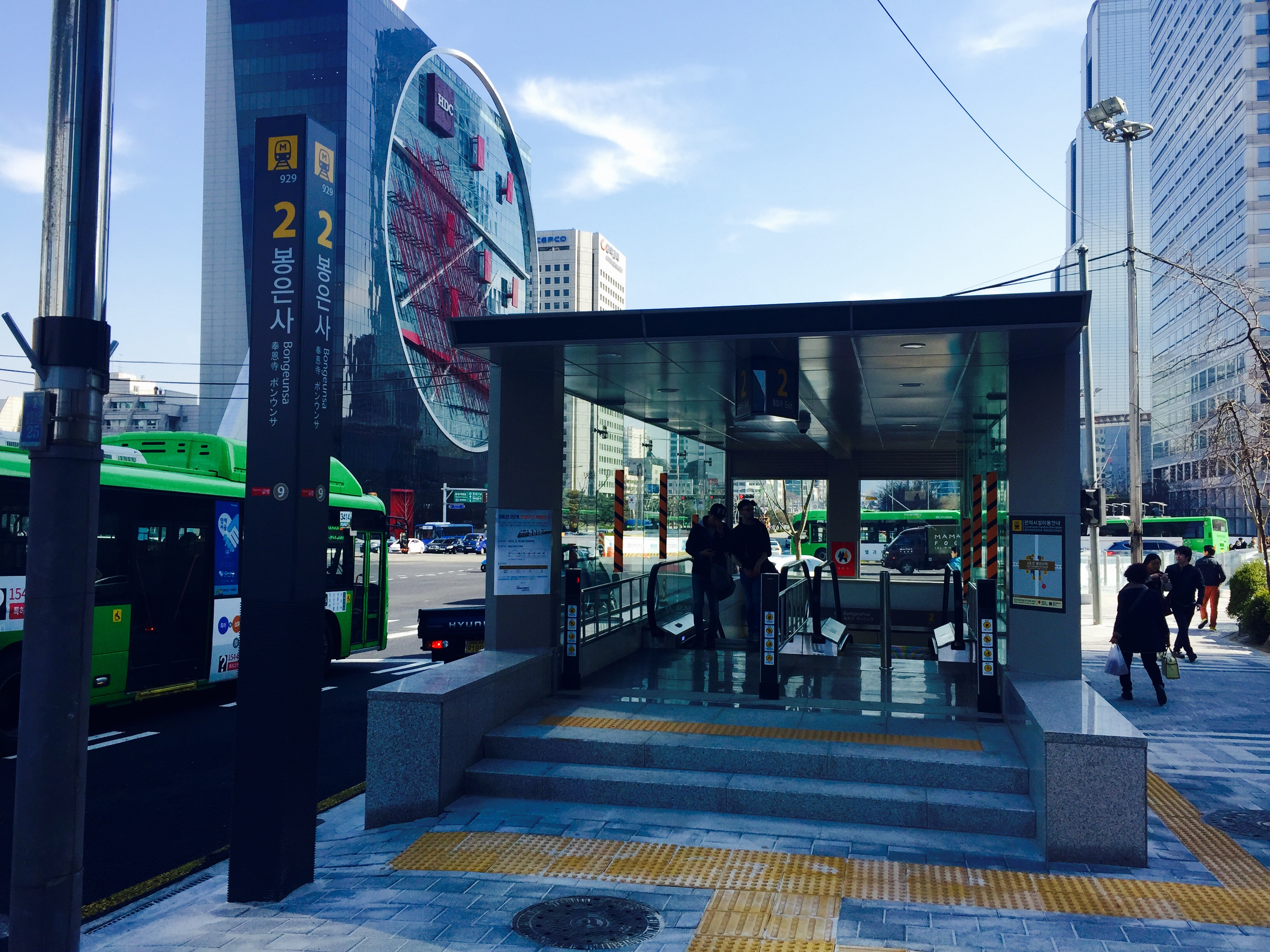
2번 출입구
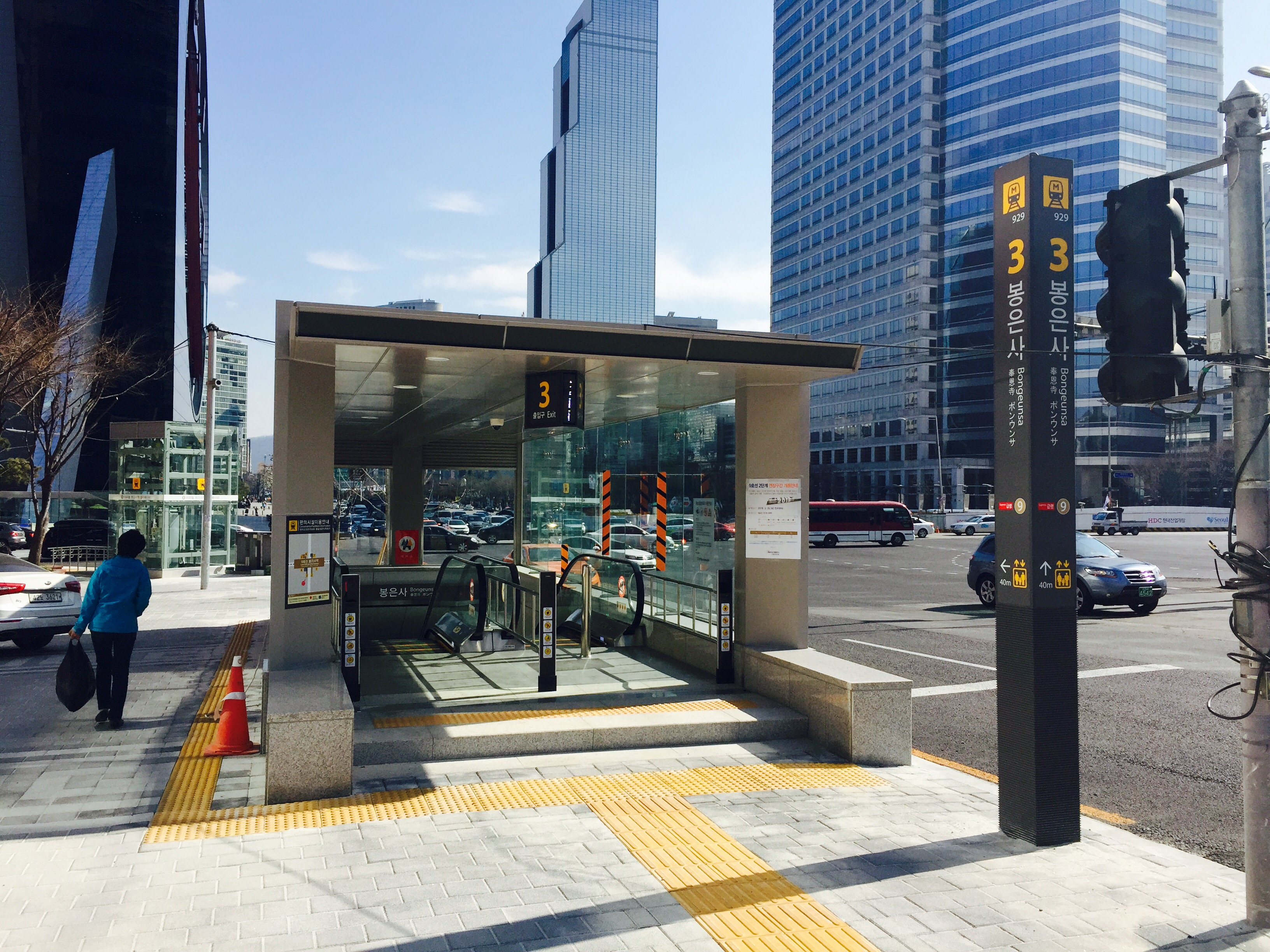
3번 출입구
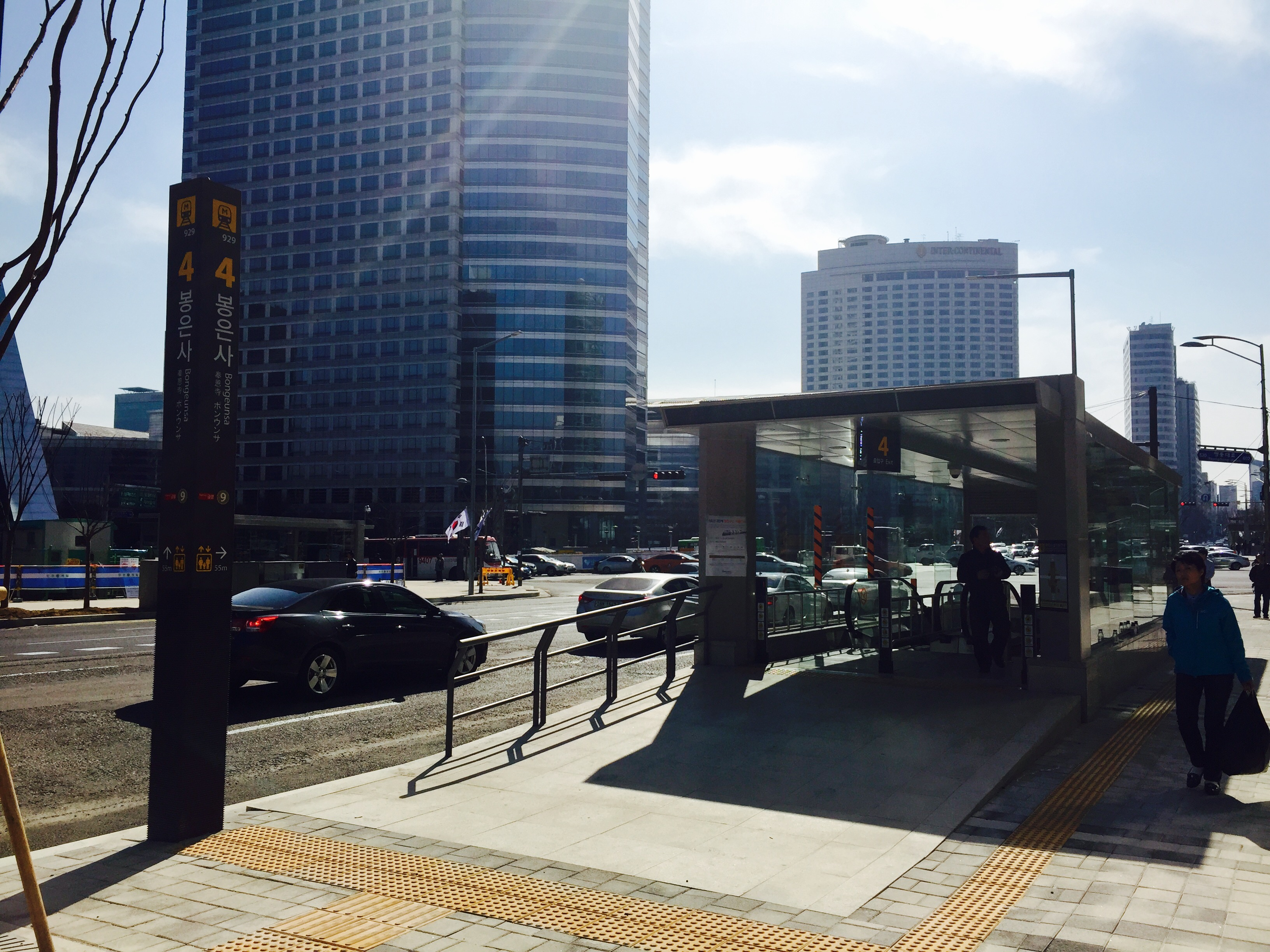
4번 출입구
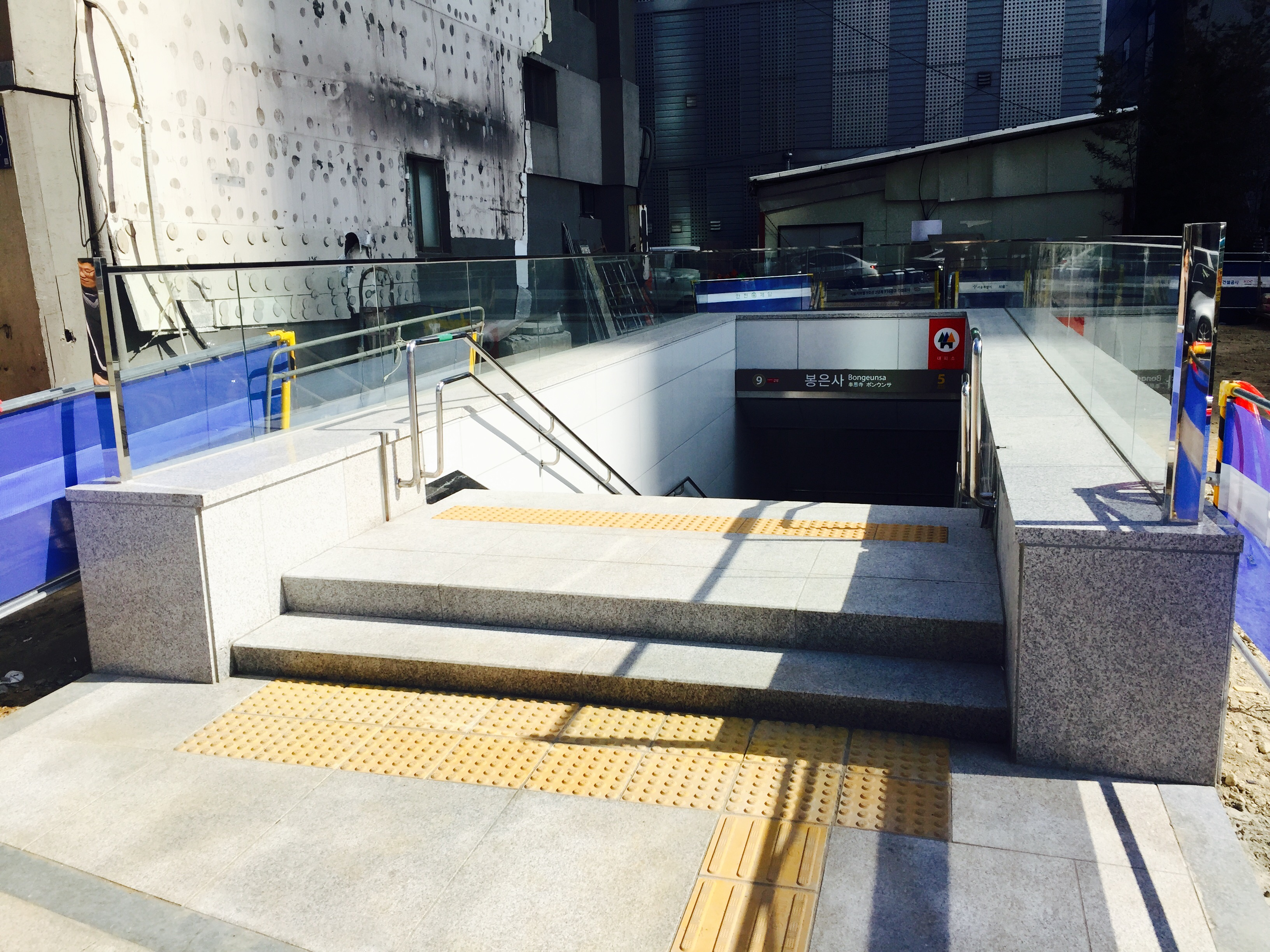
5번 출입구
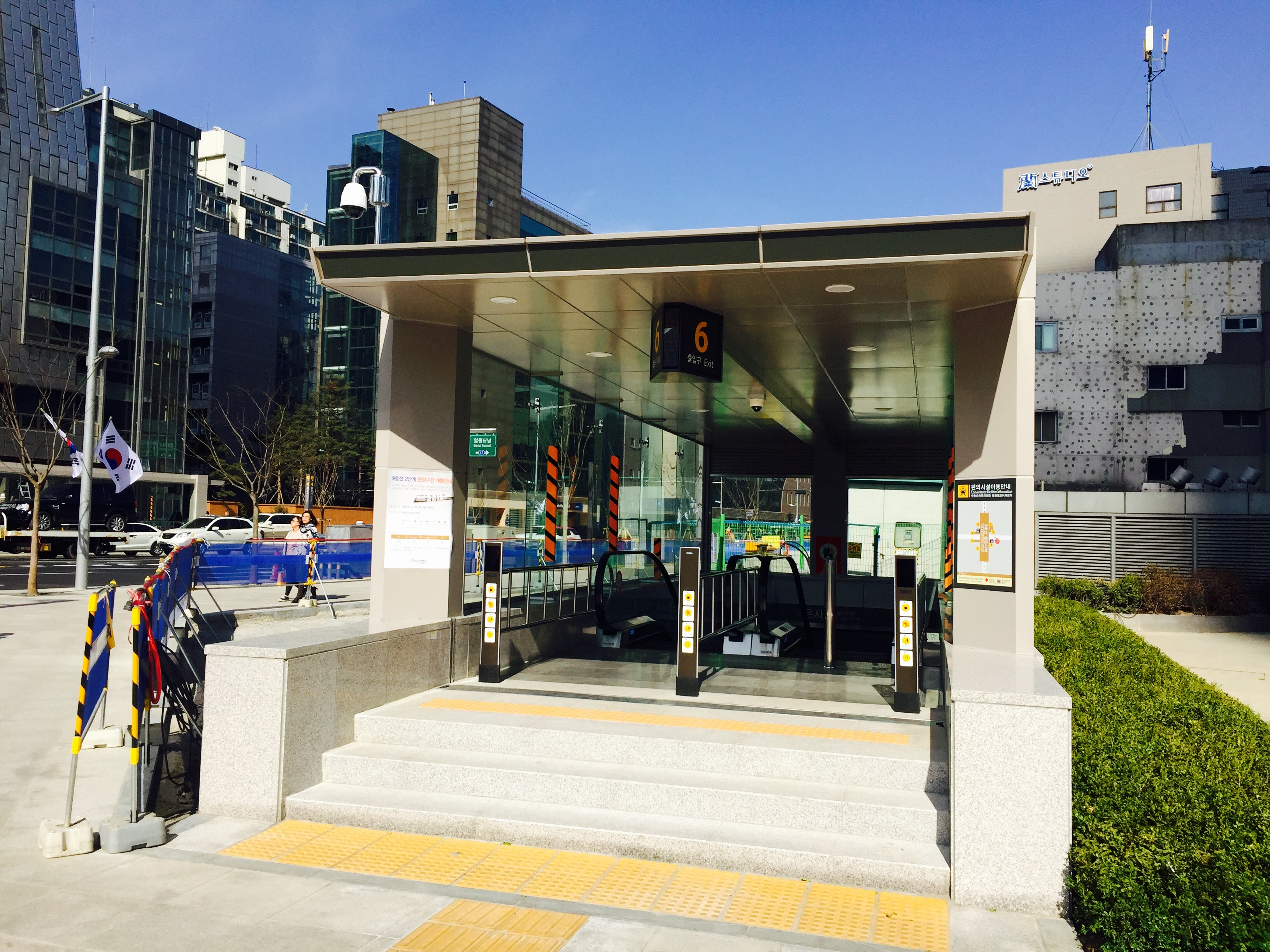
6번 출입구

## 인접한 역
| 서울 지하철 9호선        | 서울 지하철 9호선        | 서울 지하철 9호선                |
| ------------------------ | ------------------------ | -------------------------------- |
| 927 선정릉 김포공항 방면 | ● 서울 지하철 9호선 급행 | 930 종합운동장 중앙보훈병원 방면 |
| 928 삼성중앙 개화 방면   | ● 서울 지하철 9호선 일반 | 930 종합운동장 중앙보훈병원 방면 |

## 같이 보기
- 봉은사
- 코엑스